# Feria (Badajoz)
Feria és un municipi de la província de Badajoz, a la comunitat autònoma d'Extremadura.